# Лим (метал)
Лим је танка плоча од метала или легуре метала. Лим се у почетку искључиво производио од гвожђа да би касније били коришћени: други метали, легуре па чак и додаци од неметала. 
Лим се користи у: грађевинарству, металној индустрији и занатству за производњу разних предмета и посуда. Сама реч лим потиче од италијанске речи .
У српском се користи и реч плех која има исто значење. Реч плех потиче од немачке речи .
Раније је предмете од лима искључиво производио (правио) занатлија лимар, док данас то раде разне радионице и фабрике са специјалним машинама за обраду, сечење и пресовање метала.

## Врсте лима
У зависности од потребних особина и намене лимови се производе од различитих материјала и легура:
- Гвоздени лим, због велике чврстоће, се користи за израду већих посуда, монтажних објеката и за кровне конструкције.
- Поцинковани лим, због заштите од корозије на гвожђе се наноси слој цинка. Овај лим се користи за кровове. Олуке и разне посуде.
- Пластифицирани лим, због заштите од корозије и разних киселина метал се пресвлачи слојем пластичне масе. Пластифицирани лим се најчешће користи за покривање објеката јер се добијају лаке, јаке и водоотпорне кровне конструкције.
- Алуминијумски лим, од алуминијума или легура са алуминијумом, се користи за лаке кровне конструкције или делове за пловне објекте или летелице.
- Бакарни лим, бакар је лак за обликовање, проводник топлоте и електрицитета, а отпоран на корозију. Овакви лимови се користе за украсне површине и кровове (често за покривање црквених објеката). Раније се бакарни лим доста користио за израду бакарних посуда.
- Челични лим или Прохромски лим од челика, се користи због своје чврстоће за ограде или лаке носеће конструкције, као и у производњи машина за хемијску, прехрамбену и фармацеутску индустрију.

## Примена
Лим се као грађевински материјал користи за израду:
- Кровова и кровних површина
- Олука
- Разних ограда или украсних делова на огради
- Монтажних објеката (кућица, викендица, гаража, киоска...)...

Лим се користи и као материјал за израду посуда као што су:
- Лонац
- Тепсија
- Казан
- Шерпа
- Роштиљ (Грил)
- Лонче
- Џезва
- Решето...